# DPP-4-remmer
DPP-4-remmers of gliptines zijn een klasse van bloedsuikerverlagende medicijnen in de behandeling tegen diabetes mellitus.
DPP-4 (dipeptidyl peptidase 4) is een enzym dat in de darm wordt afgescheiden. De DPP-4-remmer legt het enzym stil dat incretines afbreekt waardoor hogere spiegels aan incretines (GLP-1 en GIP) ontstaan. Ter hoogte van de pancreas zal de insuline-secretie worden gestimuleerd en de secretie van glucagon afgeremd, hierdoor kan er een verhoogd risico op hypoglycemie optreden.
Voorbeelden van DPP-4-remmers zijn alogliptine, linagliptine, saxagliptine, sitagliptine en vildagliptine. 
Alle DPP-4-remmers worden oraal toegediend en zijn beschikbaar in de vorm van tabletten.